# Stazione di Montréal Centrale
La stazione di Montréal Centrale (in francese Gare centrale de Montréal) è la principale stazione ferroviaria di Montréal, Québec, Canada.